# Dorfkirche Schönermark (Nordwestuckermark)

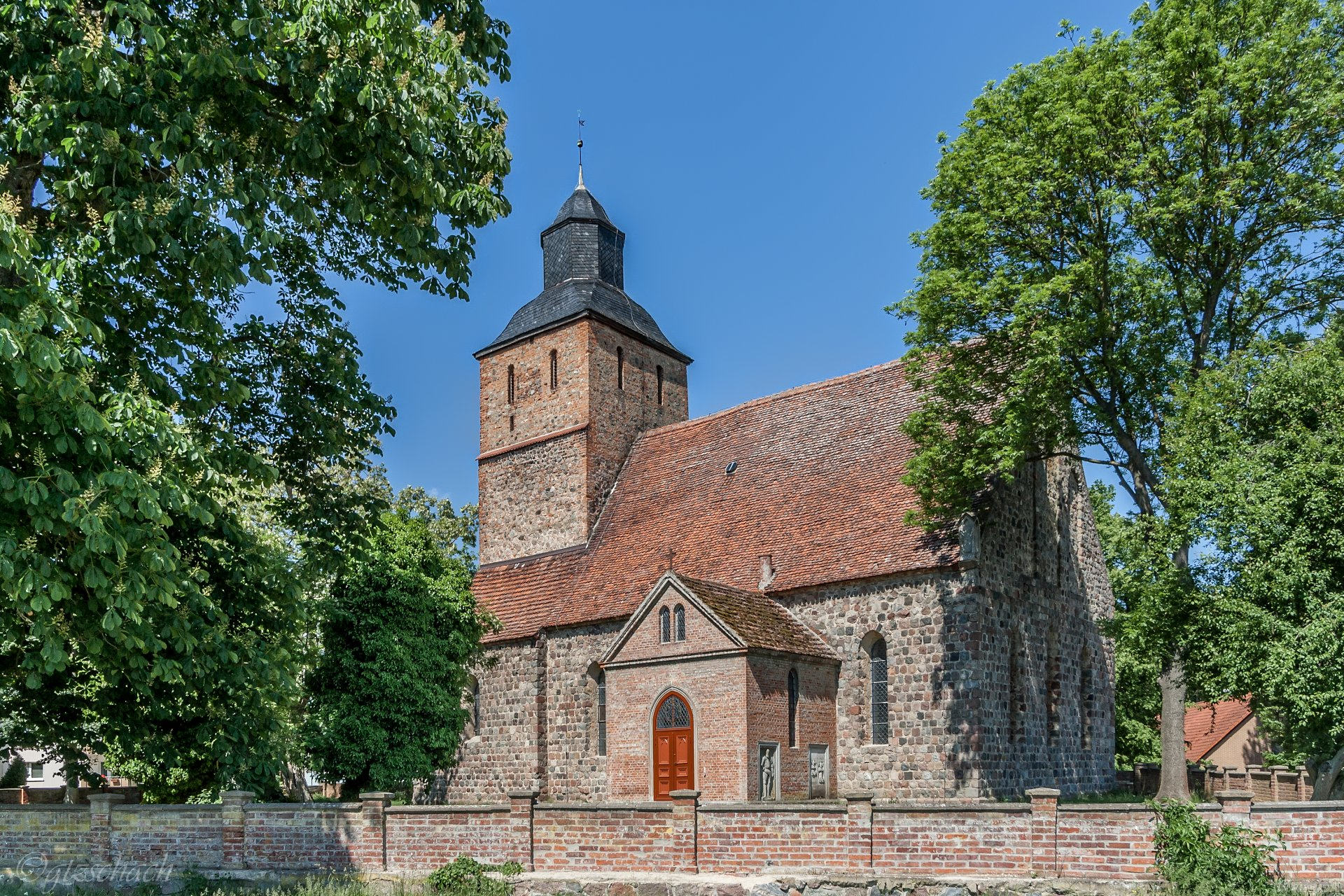
Dorfkirche Schönermark (Nordwestuckermark)

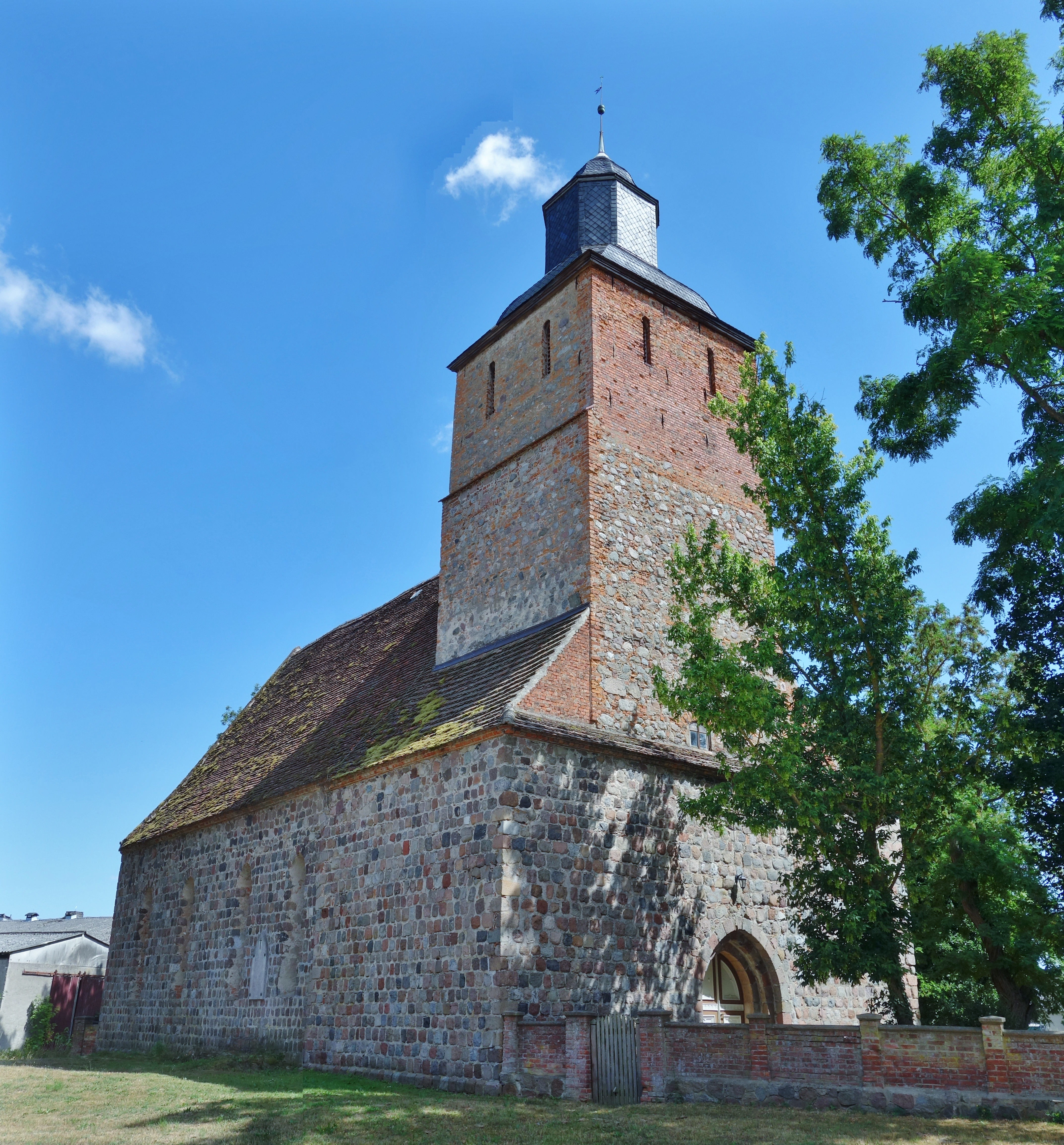
Nordwestansicht

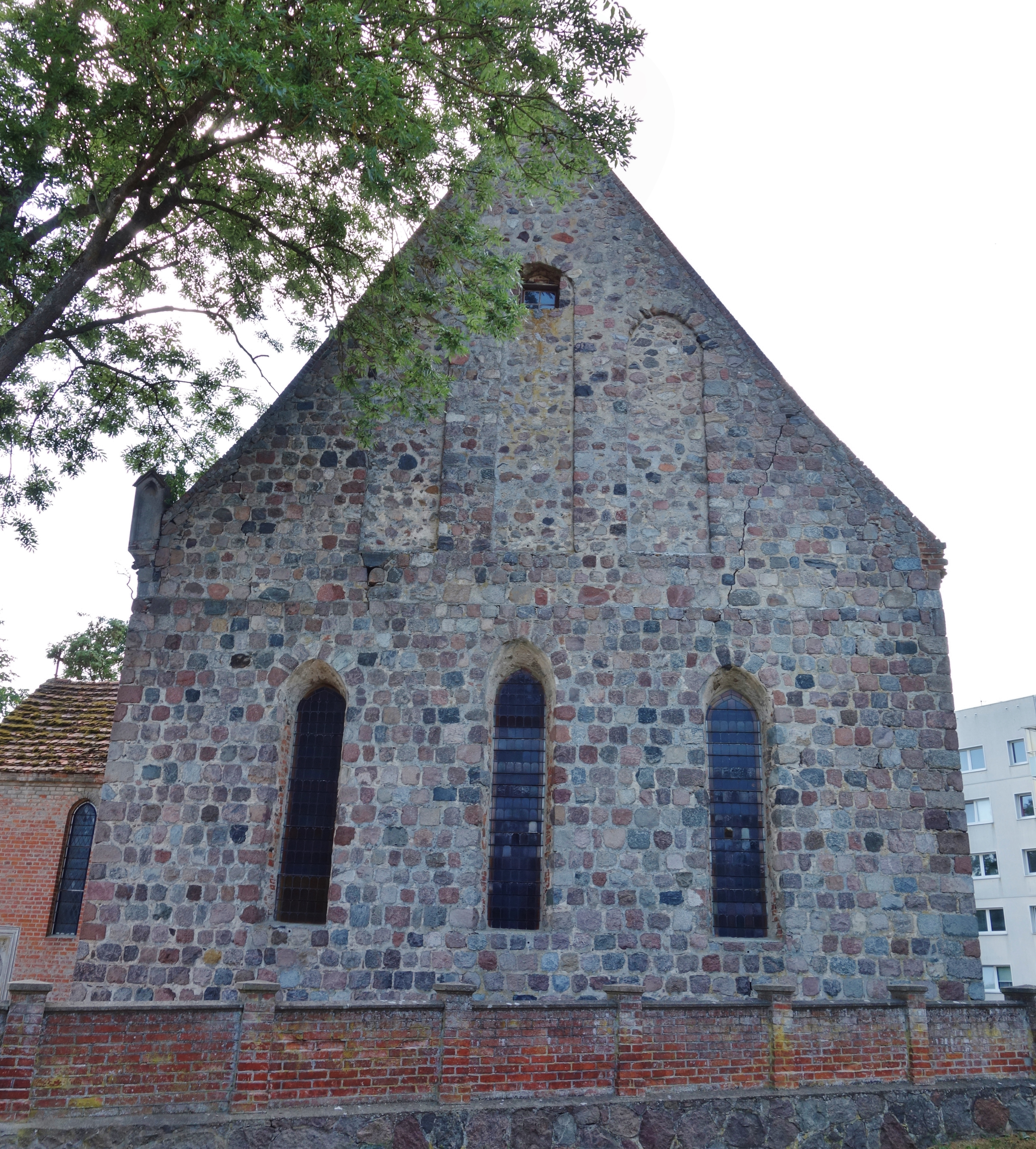
Ostansicht

Die evangelische Dorfkirche Schönermark ist eine gotische Saalkirche im Ortsteil Schönermark der Gemeinde Nordwestuckermark im Landkreis Uckermark in Brandenburg. Sie gehört zur Kirchengemeinde Schönermark im Pfarrsprengel Boitzenburg im Kirchenkreis Uckermark der Evangelischen Kirche Berlin-Brandenburg-schlesische Oberlausitz.

## Geschichte und Architektur
Die Kirche ist ein Saalbau aus Feldsteinmauerwerk mit etwas breiterem Westturm aus der zweiten Hälfte des 13. Jahrhunderts. Der quadratische Turmoberteil wurde in Mischmauerwerk mit Backsteinausbesserungen im Jahr 1598 von Andreas Hannemann erbaut. Das Bauwerk steht auf einem geschrägten Sockel und wird durch ein gestuftes Westportal erschlossen; in der Ostwand ist eine gestaffelte Dreifenstergruppe eingelassen, im Giebel sitzen drei Rundbogenblenden. Im Süden wurde eine Sakristei als Backsteinanbau in der zweiten Hälfte des 19. Jahrhunderts erbaut. Innen ist das Bauwerk mit Balkendecke und Westempore ausgestaltet, die große Spitzbogenöffnung zum Turm ist teilweise vermauert.

## Ausstattung
Die hölzerne Kanzel mit Schalldeckel stammt aus dem ersten Viertel des 17. Jahrhunderts, der polygonale Korb ist mit Ecksäulchen und Muschelnischen mit den Evangelistenreliefs verziert. Eine Schnitzfigur der Anna selbdritt stammt vom Anfang des 16. Jahrhunderts. Ein silbervergoldeter Kelch stammt aus der zweiten Hälfte des 15. Jahrhunderts, die Kuppa wurde vermutlich im 19. Jahrhundert geschaffen. Ein silbervergoldeter Kelch mit Patene wurde 1733 hergestellt, eine ebenfalls silbervergoldete Oblatendose in der zweiten Hälfte des 18. Jahrhunderts. Eine Taufschale aus Messing stammt aus dem Jahr 1708, eine zinnerne Schale aus der ersten Hälfte des 19. Jahrhunderts. Zwei Glocken wurden 1597 von Johann Karstede und 1599 von Johann Grutmaker gegossen.
Außen an der Sakristei sind sieben Grabsteine von Mitgliedern der Familie von Arnim mit Relieffiguren der Verstorbenen aufgestellt (die drei erwachsenen Männer sind in Rüstung dargestellt), die aus der Zeit zwischen 1581 und 1604 stammen.